# Wellington Santos da Silva
Wellington, voller Name Wellington Santos da Silva, (* 17. August 1985 in Guarulhos) ist ein brasilianischer Fußballspieler.
Wellington begann seine Karriere bei União São João EC in São Paulo. Von dort wurde er an América FC und Ituano FC ausgeliehen. Am Ende der Saison 2005/06 wechselte er zu Grêmio Porto Alegre, von wo er wiederum im Jahre 2007 an Corinthians São Paulo verliehen wurde. Im August 2007 folgte ein Wechsel auf Leihbasis zum 1. FSV Mainz 05 in die 2. Fußball-Bundesliga. Nach seinem Aufenthalt in Deutschland wurde er für ein halbes Jahr an Náutico Capibaribe nach Brasilien verliehen. Im Januar 2009 unterschrieb Wellington einen bis Saisonende befristeten Vertrag beim Figueirense FC. Zur Saison 2009/10 wechselte er nach Portugal zu Nacional Funchal. Dort blieb er ein halbes Jahr und stand von Januar bis Dezember 2010 bei Liepājas Metalurgs unter Vertrag.